# Стадион Лофтус Версфелд
Стадион Лофтус Версфелд (енгл. Loftus Versfeld Stadium) је стадион за рагби и фудбал у Преторији, Јужноафричка Република, један од десет стадиона домаћина на Светском првенству у фудбалу 2010. Капацитет стадиона је 51.762 седећих места. Изграђен је 1906, али је 2008. реновиран за потребе Светског првенства у фудбалу 2010, али и због Купа конфедерација одржаног 2009. у Јужноафричкој Републици. На овом стадиону одиграно је 5 мечева светског првенства у рагбију 1995. Булси своје мечеве као домаћини у супер рагбију играју на овом стадиону, а Блу Булси своје у оквиру Кари купа. Спрингбокси своје тест мечеве повремено играју на овом стадиону.

## Утакмице СП 2010.
На Светском првенству 2010. стадион је био домаћин пет утакмица групне фазе, као и једне утакмице осмине финала.
| Датум         | Време (UTC+2) | 1. Тим       | Рез.                   | 2. Тим  | Коло          | Гледалаца |
| ------------- | ------------- | ------------ | ---------------------- | ------- | ------------- | --------- |
| 13. јун 2010. | 16:00         | Србија       | 0–1                    | Гана    | Група Д       | 38.833    |
| 16. јун 2010. | 20:30         | Јужна Африка | 0–3                    | Уругвај | Група А       | 42.658    |
| 19. јун 2010. | 20:30         | Камерун      | 1–2                    | Данска  | Група Е       | 38.074    |
| 23. јун 2010. | 16:00         | САД          | 1–0                    | Алжир   | Група Ц       | 35.827    |
| 25. јун 2010. | 20:30         | Чиле         | 1–2                    | Шпанија | Група Х       | 41.958    |
| 29. јун 2010. | 16:00         | Парагвај     | 0–0 (прод.) (5−3 пен.) | Јапан   | Осмина финала | 36.742    |